# Lista chorążych reprezentacji Saint Vincent i Grenadyn na igrzyskach olimpijskich
Lista chorążych reprezentacji Saint Vincent i Grenadyn na igrzyskach olimpijskich – lista zawodników i zawodniczek reprezentacji Saint Vincent i Grenadyn, którzy podczas ceremonii otwarcia nowożytnych igrzysk olimpijskich nieśli flagę Saint Vincent i Grenadyn.

## Chronologiczna lista chorążych
| Lp. | Rok i miejsce   | Chorąży            | Dyscyplina    |
| --- | --------------- | ------------------ | ------------- |
| 1   | 1988, Seul      | Orde Ballantyne    | Lekkoatletyka |
| 2   | 1992, Barcelona | b.d.               |               |
| 3   | 1996, Atlanta   | Eswort Coombs      | Lekkoatletyka |
| 4   | 2000, Sydney    | Pamenos Ballantyne | Lekkoatletyka |
| 5   | 2004, Ateny     | Natasha Mayers     | Lekkoatletyka |
| 6   | 2008, Pekin     | Kineke Alexander   | Lekkoatletyka |
| 7   | 2012, Londyn    | Kineke Alexander   | Lekkoatletyka |
| 8   | 2016, Rio       | Kineke Alexander   | Lekkoatletyka |